# Erebia albana
Erebia albana är en fjärilsart som beskrevs av Charles Oberthür 1911. Erebia albana ingår i släktet Erebia och familjen praktfjärilar. Inga underarter finns listade i Catalogue of Life.